# Fairfax (Dakota Południowa)
Fairfax – miasto w Stanach Zjednoczonych, w południowej części stanu Dakota Południowa, przy granicy z Nebraską w hrabstwie Gregory.

## Klimat
Miasto leży w strefie klimatu kontynentalnego, wilgotnego z gorącym latem, należącego według klasyfikacji Köppena do strefy Dfa. Średnia temperatura roczna wynosi 8,4 °C, a opady 629,9 mm (w tym 87,3 cm śniegu). Średnia temperatura najcieplejszego miesiąca - lipca wynosi 23,3 °C, natomiast najzimniejszego stycznia -6,4 °C. Najwyższa zanotowana temperatura wyniosła 33,8 °C, natomiast najniższa -26,6 °C. Miesiącem o najwyższych opadach jest czerwiec o średnich opadach wynoszących 96,5 mm, natomiast najniższe opady są w styczniu i wynoszą średnio 12,7.